# Фредерик IV
Фредерик IV (дат. Frederik 4.; 11 [21] октября 1671, Копенгагенский замок, Копенгаген, Королевство Дании и Норвегии — 12 октября 1730, дворец Оденсе, Оденсе, Фюн, Королевство Дании и Норвегии) — король Дании и Норвегии с 25 августа [4 сентября] 1699 по 12 октября 1730 года, представитель рода Ольденбургов. Во время Северной войны дважды выступал как союзник России (1700; 1709—1720) и дважды заключал сепаратный мир со Швецией (1700; 1720). 

## Биография

### До восшествия на престол
Родился 11 [21] октября 1671 года. Старший из 8 детей датско-норвежского короля Кристиана V и его первой супруги, королевы Шарлотты Амалии Гессен-Кассельской. Также у Кристиана V было 5 детей от любовницы Софии Амелии Мот. Кронпринцу Фредерику они приходились единокровными братьями и сёстрами. 
В 1692—1693 годы, ещё будучи кронпринцем, Фредерик дважды посетил Италию и был впечатлён итальянской архитектурой. Как следствие, в Дании потом были построены 2 дворца в стиле итальянского барокко: Фредериксберг и Фреденсборг.

### Царствование

#### Внутренняя политика
Фредерик IV стал королём Дании и Норвегии 25 августа [4 сентября] 1699 года. 15 [26] апреля 1700 года он короновался.  
В 1701 году в Дании были созданы военные дружины (ополчение) наподобие уже существовавших в Норвегии.
Самым важным событием во внутренней политике Фредерика IV была реформа, отменившая в 1702 году своего рода крепостничество (дат. vornedskabet), под которое попали крестьяне Зеландии в Средние века. Впрочем, в 1733 году, при царствовании Кристиана VI, оно было восстановлено. 
В 1710 году в землях датской короны был введён григорианский календарь. 
С присоединением к Дании Шлезвига Фредерик IV не смог сделать её непосредственно датской территорией и имел по этому поводу конфликты с Голштинским герцогством и Швецией, а в середине 1720-х годов ещё и с Россией. 
В 1721 году миссионером Хансом Эгеде была начата колонизация Гренландии
После Северной войны войны в Дании начали стремительно развиваться торговля и культура. В 1722 году в Копенгагене основан первый датский национальный театр «Датская сцена», начал свою деятельность видный деятель датского Просвещения драматург Людвиг Хольберг.
В 1711 году в Копенгагене разразилась эпидемия чумы, а в октябре 1728 года большой пожар разрушил большинство средневековых строений. Из-за пожара была также уничтожена обсерватория с результатами наблюдений видного датского астронома Оле Рёмера. 

#### Внешняя политика
Фредерик IV стал королём незадолго до начала Северной войны. Желая взять реванш после Сконской войны, он примкнул к Северному Союзу в составе собственно Дании, России и Саксонии. Фредерик обязался выставить армию против Швеции, что было скреплено Дрезденским договором 14 [24] сентября 1699 года. Следуя союзным обязательствам, Дания в марте 1700 года объявила войну Швеции, а Фредерик лично повёл за собой армию в неудачной попытке покорить Гольштейн. Датские войска осадили Тённинг. Король Швеции Карл XII, заручившись поддержкой Англии и Голландии, приславших ему эскадру, организовал 24 июля [4 августа] 1700 года высадку десанта на острове Зеландия. Высадка десанта была удачной и создавала угрозу безопасности Копенгагена. Карл XII грозился обстрелять Копенгаген, если Фредерик IV не вступит с ним в сепаратные переговоры. Фредерику пришлось пойти на это, и 7 [18] августа 1700 года был заключён сепаратный шведско-датский Травендальский мир, в соответствии с которым Дания выходила из Северного Союза, отводила войска от Тённинга, признавала независимость Голштинии, отдавала её герцогу отнятые у него земли и выплачивала Швеции контрибуцию. 
Между 1700 и 1709 годом Фредерик IV наблюдал за ходом Северной войны и, пока война складывалась в пользу Швеции, не вступал в неё. Когда же шведская армия проиграла Полтавскую битву, Дания вновь вступила в войну и примкнула к Северному Союзу. Фредерик IV лично командовал датскими войсками в сражении у Гадебуша (нем. Gadebusch) 20 декабря 1712 года, в котором шведская армия нанесла поражение датско-саксонским войскам. Российские войска пришли союзникам на помощь, и в январе 1713 года объединённые войска разбили шведов в Голштинии. В апреле 1713 года Фредерик IV с помощью саксонцев и русских вновь осадил Тённинг, на этот раз успешно. В плен к датчанам попало 12 тысяч шведских военных под командованием Магнуса Стенбока. Это была самая большая разовая потеря Швеции в войне после Полтавской битвы. В 1716 году русский царь Пётр I прибыл в Данию с 30-тысячной армией. Вместе с Фредериком он готовил финальное сражение против шведского короля, и объединённой датско-русской армией они хотели положить конец Северной войне. Пётр I прибыл в Данию 3 [14] июля 1716 года и пробыл в стране почти четыре месяца. Король Фредерик и Пётр первый хотели заставить шведского короля Карла XII сдаться, отправив свои армии в Сконе. Но Фредерик слишком долго колебался, и Петру надоело ждать. Незадолго до запланированной отправки русско-датского десанта царь отказался от этого плана. Без поддержки России Дания была не в состоянии захватить Сконе, Блекинге и Бохуслен, и от этих планов пришлось отказаться, тогда как взаимоотношения с Россией стали портиться. 
В 1718 году Карл XII предпринял попытку завоевания подконтрольной датчанам Норвегии и погиб 30 ноября [11 декабря]. На шведский престол взошла младшая сестра Карла XII Ульрика Элеонора. Она во всём опиралась на своего супруга, Фридриха Гессенского. Став ещё при жизни Карла XII главнокомандующим шведской армией и обретя при Ульрике Элеоноре сильное влияние, Фридрих добился того, что Швеция отказалась от части своих владений в пользу европейских противников, дабы примириться с ними и совместно противостоять России. Ганноверу были отданы Бремен и Верден, Пруссия получила часть Шведской Померании, тогда как в случае с Данией решено было отказаться от захвата Норвегии и признать датский контроль над Шлезвигом и Голштинией. Фредерика IV такие условия сепаратного мира устраивали, и 3 [14] июля 1720 года был сепаратный шведско-датский заключён Фредериксборгский мир, в соответствии с которым за Данией признавались Шлезвиг и Голштиния. Также Дании была выплачена контрибуция в 600 тысяч риксдалеров. Дания вывела войска из Шведской Померании и вышла из Северного Союза и Северной войны, на этот раз окончательно. Приобретения Дании по итогам Северной войны были скромные и ограничивались по сути лишь Шлезвигом, и то герцог Гольштейн-Готторпский Карл Фридрих это не признал и в последующие годы активно оспаривал. 
Политика России в отношении скандинавских стран веками была направлена на поддержание союзных отношений с Данией для сдерживания Швеции. Дания при войнах со Швецией старалась заручаться поддержкой России. Такая политика начала терпеть крах в начале 1720-х годов, и первым сигналом к этому стала помолвка герцога Гольштейн-Готторпского Карла Фридриха с русской цесаревной Анной Петровной. Масла в огонь подлило подписание в Стокгольме союзного договора между Швецией и Россией. Договор этот был подписан 22 февраля [4 марта] 1724 года и явно был направлен против Дании, поскольку в соответствии с ним Швеция и Россия обязывались совместно давить на Данию с тем, чтобы она отдала Шлезвиг Голштинии. Фредерик IV был так потрясён подписанием Стокгольмского договора, что долго болел. Россия отказалась от традиционной политической линии на союз с Данией и заключила союз с недавно враждебной Швецией, причём это случилось при жизни Петра I. Карл Фридрих Гольштейн-Готторпский породнился с русским императором, стал членом Верховного Тайного Совета и вдобавок был претендентом на шведскую корону, что делало положение Дании очень тяжёлым. В ответ Фредерик IV сблизился с Великобританией. Когда на русский престол взошла Екатерина I, русско-датские отношения стали враждебными из-за интриг герцога Карла Фридриха и его первого министра Бассевича, а также из-за попытки со стороны России отправить экспедицию для того, чтобы помочь Карлу Фридриху отвоевать Шлезвиг. Дания и Великобритания ответили на это масштабными морскими военными манёврами, и Шлезвиг остался за Данией. Со смертью Екатерины I и началом царствования в России императора Петра II Фредерик IV понадеялся на то, что Россия вернётся к прежней скандинавской политике, но Пётр II не вмешивался в дела скандинавских стран, а чёткую позицию по шлезвигскому вопросу не озвучивал. Однако именно при Петре II Карл Фридрих и Анна Петровна уехали из России, что означало неудачу попыток Карла Фридриха добиться возвращения Шлезвига за счёт России. 

### Смерть
Фредерик IV скончался 12 октября 1730 года во дворце Оденсе одноимённого города на острове Фюн. Похоронен был в Соборе Роскилле. 

## Семья и личная жизнь
5 [15] декабря 1695 года Фредерик IV женился на Луизе Мекленбург-Гюстровской. Не разведясь с первой женой, 26 июня 1712 года выкрал 19-летнюю графиню Анну Софию Ревентлов из замка Клаусхольм (около Раннерса) и тайно женился на ней в Сканнерборге. Ей он даровал титул герцогини Шлезвига. Спустя 3 недели после смерти королевы Луизы Фредерик IV повторно женился на Анне Софии в Копенгагене 4 апреля 1721 года и официально объявил её королевой.
Из 8 детей от двух браков до совершеннолетия дожили только двое (оба от первого брака):
- Кристиан (30 ноября 1699 — 6 августа 1746);
- Шарлотта Амалия (1706—1782).

Графы Ревентлов использовали в своих интересах родство с королём для усиления собственного влияния. В течение года после признания королевой графини Анны Софии Фредерик IV также признал наследниками потомков двух морганатических браков герцогов Филиппа Эрнеста Шлезвиг-Гольштейн-Глюксбургского (1673—1729) и Кристиана Карла Шлезвиг-Гольштейн-Плён-Норбургского (1674—1706) на незнатных дворянках. Другие герцоги Шлезвиг-Гольштейна из династии Ольденбургов посчитали свои интересы ущемлёнными, и Фредерик оказался втянут в запутанные судебные разбирательства, императору Священной Римской империи были отправлены петиции по этой проблеме.

## Личность
Как считается, Фредерик IV плохо писал по-датски и по-немецки и совсем плохо по-французски, с трудом это компенсировав. Его считали человеком ответственным и трудолюбивым, часто его представляют как самого интеллектуального из монархов Дании. Ему удавалось искусно сохранять независимость от влияния своих министров. Активно занимался государственными делами и старался лично вникать в каждый нужный вопрос. Не увлекаясь академической наукой, он, однако, покровительствовал культуре, особенно искусству и архитектуре. Его главными слабостями были, вероятно, любовь к удовольствиям и страсть к женщинам. Фредерик IV — единственный в истории Дании король, вступавший в брак дважды. 

## Награды

### Датские
- Орден Слона;
- Великий командор Ордена Данеброг.

### Иностранные
- Орден Белого орла (Речь Посполитая);
- Орден Андрея Первозванного (Русское Царство; 7 [18] февраля 1713).